# Elvis Bwomono
Elvis Okello Bwomono (29 novembre 1998) è un calciatore ugandese, difensore dell'ÍBV Vestmannæyja e della nazionale ugandese.

## Caratteristiche tecniche
È un terzino destro.

## Carriera

### Club
Ha giocato tra la terza e la quarta divisione inglese con il Southend Utd, nella prima divisione islandese con l'ÍBV Vestmannæyja e nella prima divisione scozzese con il St. Mirren.

### Nazionale
Il 12 novembre 2019 ha debuttato con la nazionale ugandese giocando l'incontro di qualificazione per la Coppa d'Africa 2021 contro il Gabon.

## Statistiche

### Cronologia presenze e reti in nazionale
| Cronologia completa delle presenze e delle reti in nazionale ― Uganda | Cronologia completa delle presenze e delle reti in nazionale ― Uganda | Cronologia completa delle presenze e delle reti in nazionale ― Uganda | Cronologia completa delle presenze e delle reti in nazionale ― Uganda | Cronologia completa delle presenze e delle reti in nazionale ― Uganda | Cronologia completa delle presenze e delle reti in nazionale ― Uganda | Cronologia completa delle presenze e delle reti in nazionale ― Uganda | Cronologia completa delle presenze e delle reti in nazionale ― Uganda |
| Data                                                                  | Città                                                                 | In casa                                                               | Risultato                                                             | Ospiti                                                                | Competizione                                                          | Reti                                                                  | Note                                                                  |
| --------------------------------------------------------------------- | --------------------------------------------------------------------- | --------------------------------------------------------------------- | --------------------------------------------------------------------- | --------------------------------------------------------------------- | --------------------------------------------------------------------- | --------------------------------------------------------------------- | --------------------------------------------------------------------- |
| 12-11-2020                                                            | Kampala                                                               | Uganda                                                                | 1 – 0                                                                 | Sudan del Sud                                                         | Qual. Coppa d'Africa 2021                                             | -                                                                     |                                                                       |
| 13-10-2023                                                            | Bamako                                                                | Mali                                                                  | 1 – 0                                                                 | Uganda                                                                | Amichevole                                                            | -                                                                     | 57’                                                                   |
| 17-10-2023                                                            | Sharja                                                                | Zambia                                                                | 3 – 0                                                                 | Uganda                                                                | Amichevole                                                            | -                                                                     | 74’                                                                   |
| 25-3-2025                                                             | Kampala                                                               | Uganda                                                                | 1 – 0                                                                 | Guinea                                                                | Qual. Mondiali 2026                                                   | -                                                                     | 46’                                                                   |
| Totale                                                                |                                                                       | Presenze                                                              | 4                                                                     |                                                                       | Reti                                                                  | 0                                                                     |                                                                       |